# Jäsen
Jäsen är en sjö i Orsa kommun i Dalarna och ingår i Dalälvens huvudavrinningsområde. Sjön har en area på 0,359 kvadratkilometer och ligger 206 meter över havet.

## Delavrinningsområde
Jäsen ingår i det delavrinningsområde (678803-143735) som SMHI kallar för Ovan Bjurvasseln. Medelhöjden är 277 meter över havet och ytan är 27,78 kvadratkilometer. Räknas de 29 avrinningsområdena uppströms in blir den ackumulerade arean 394,08 kvadratkilometer. Unnan som avvattnar avrinningsområdet har biflödesordning 3, vilket innebär att vattnet flödar genom totalt 3 vattendrag innan det når havet efter 335 kilometer. Avrinningsområdet består mestadels av skog (80 procent). Avrinningsområdet har 0,36 kvadratkilometer vattenytor vilket ger det en sjöprocent på 1,3 procent.